# Rowan Gillespie
Rowan Fergus Meredith Gillespie (Dublin, 1953) é um escultor irlandês que usa a técnica da cera perdida. Gillespie estudou a sua técnica no Chipre
O seu singular e extenuante modus operandi envolve o trabalho artístico desde a sua conceção e criação, inteiramente sem assistência na sua fundição em Clonlea, perto de Dublin.
Influenciado por Henry Moore e pelo pintor Edvard Munch, Gillespie usa a técnica da cera perdida para retratar as emoções humanas. Tendo trabalhado quase exclusivamente em arte in situ desde 1996, as suas obras públicas podem ser encontradas na República da Irlanda e por quase toda a Europa, além da América do Norte.

## Galeria

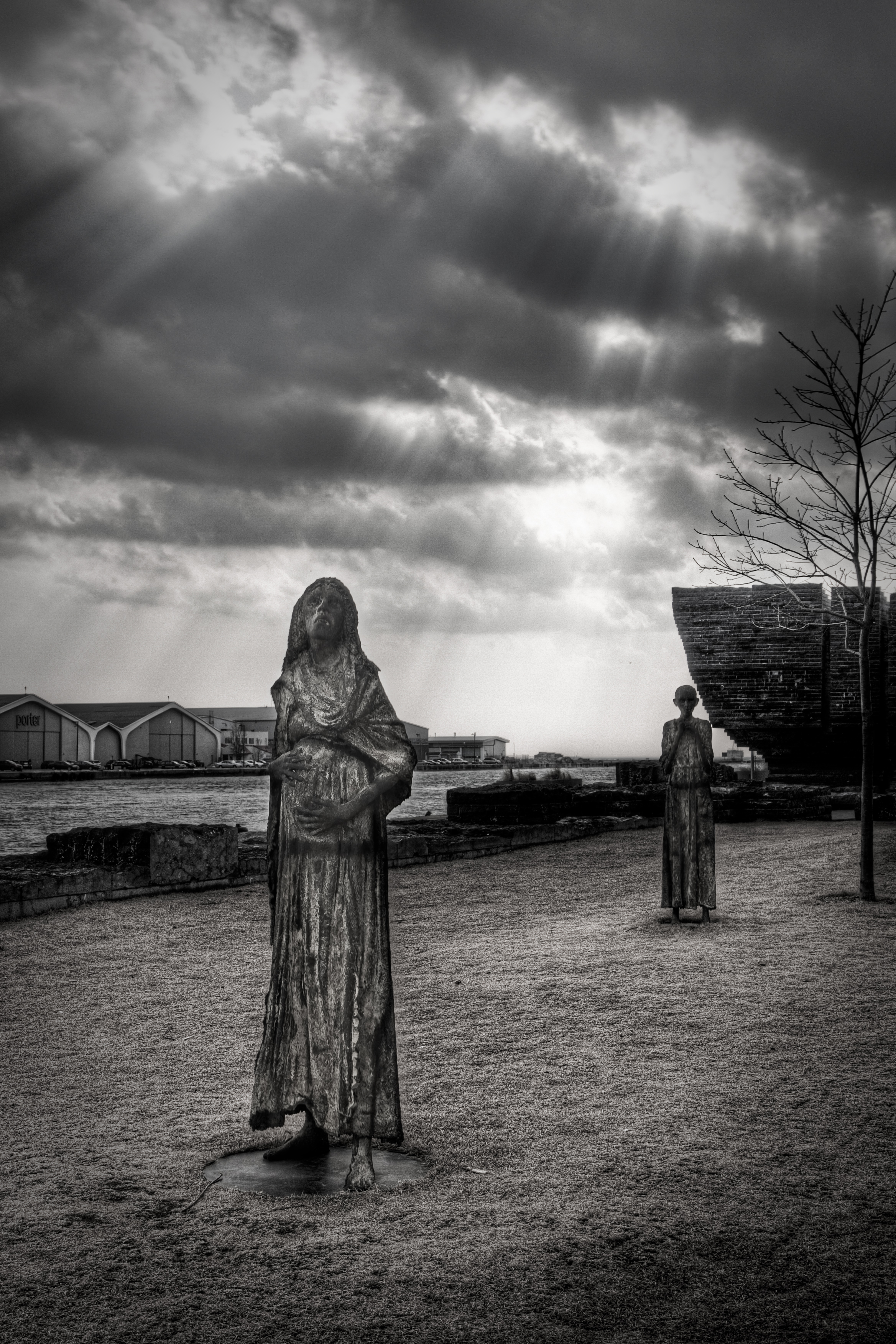
Memorial à Grande fome de 1845-1849 na Irlanda: The Pregnant Woman' no Ireland Park em Toronto
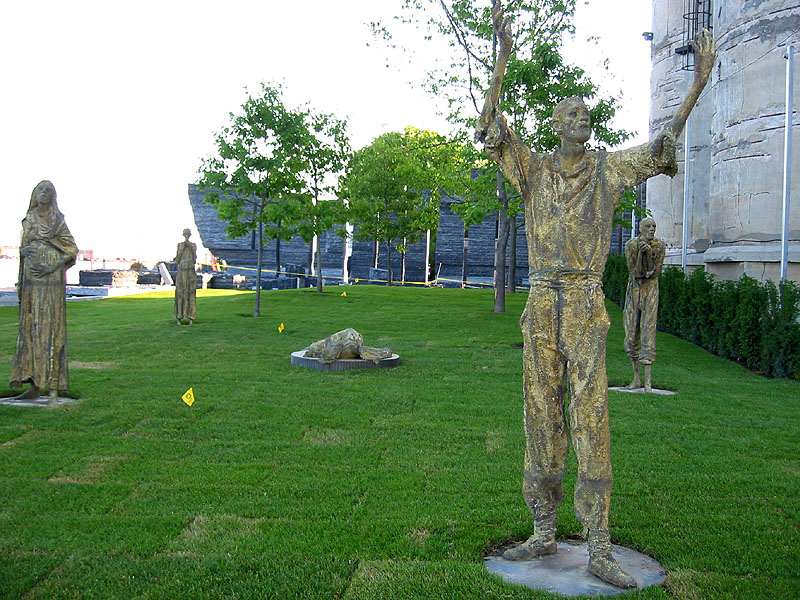
IMemorial à Grande fome de 1845-1849 na Irlanda no Ireland Park, Toronto
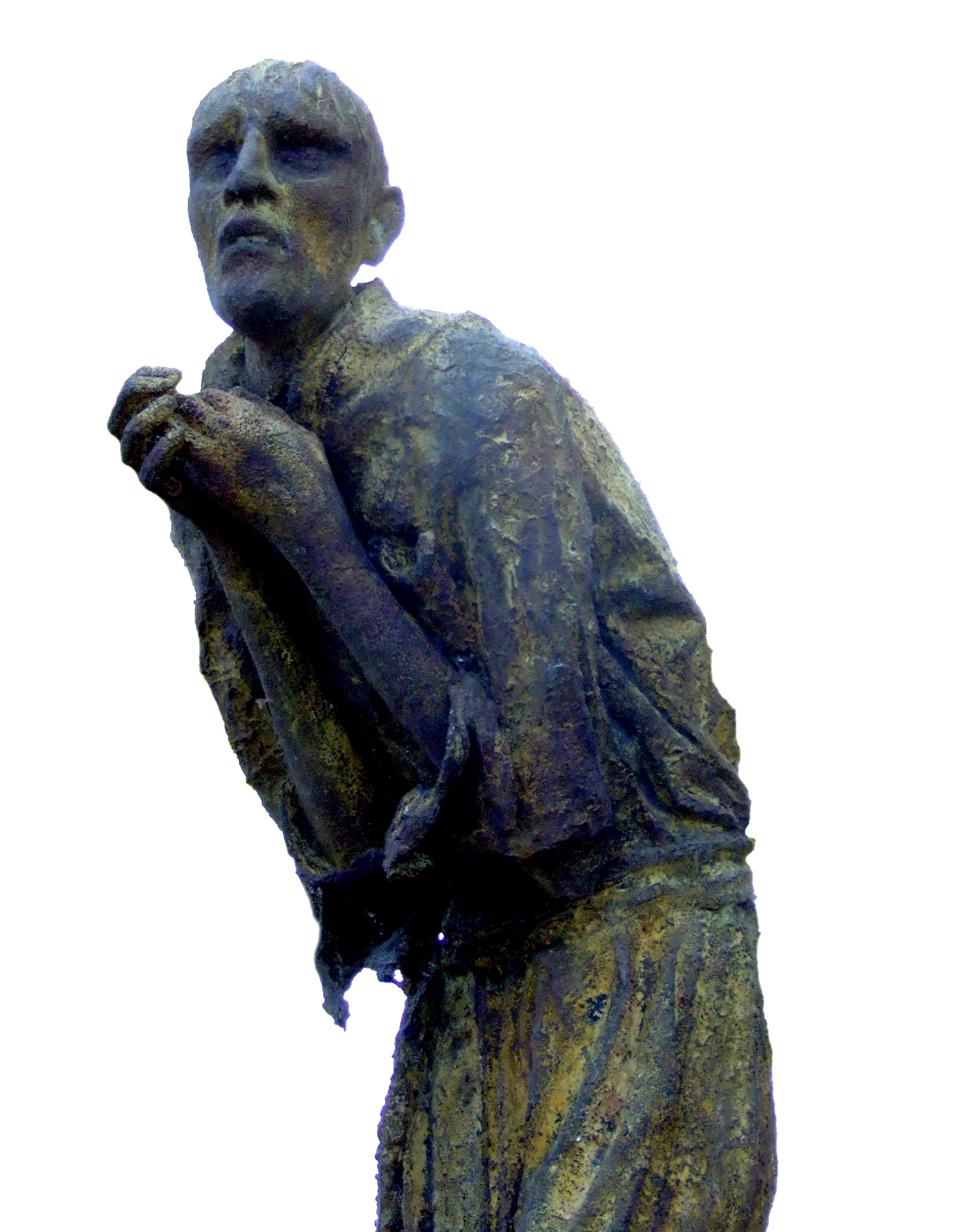
[Irish potato famine memorial no Ireland Park, Toronto
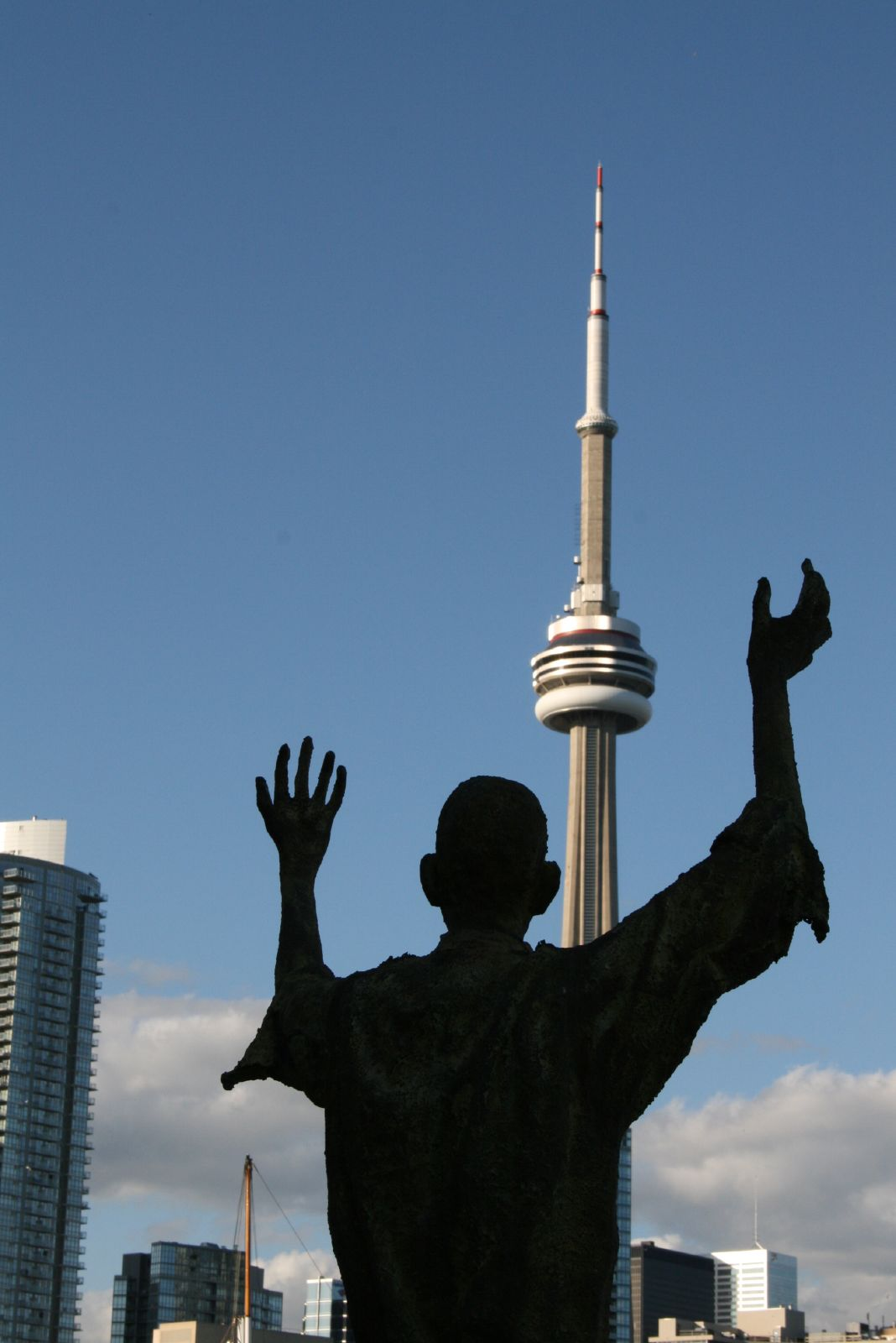
Detalhe da obra Irish potato famine memorial no Ireland Park, Toronto
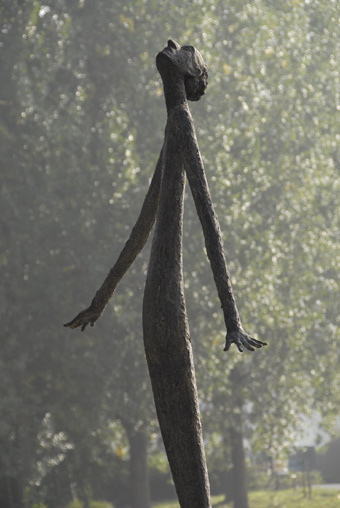
Rowan Gillespie: Looking at the Moon (bronze), 2001, Gouda, Países Baixos. altura: 3,35m.
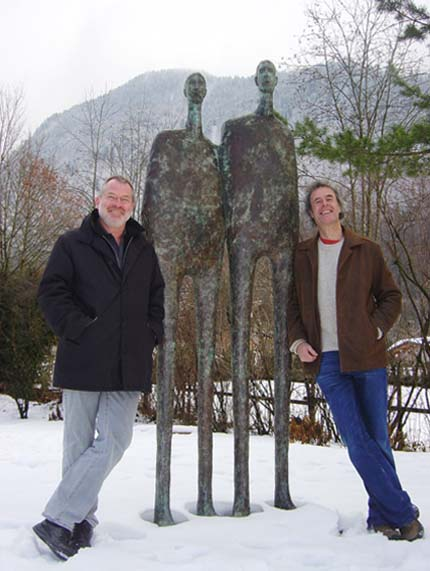
Looking Together com Helmut Kindle e Rowan Gillespie, em Triesen, 2006
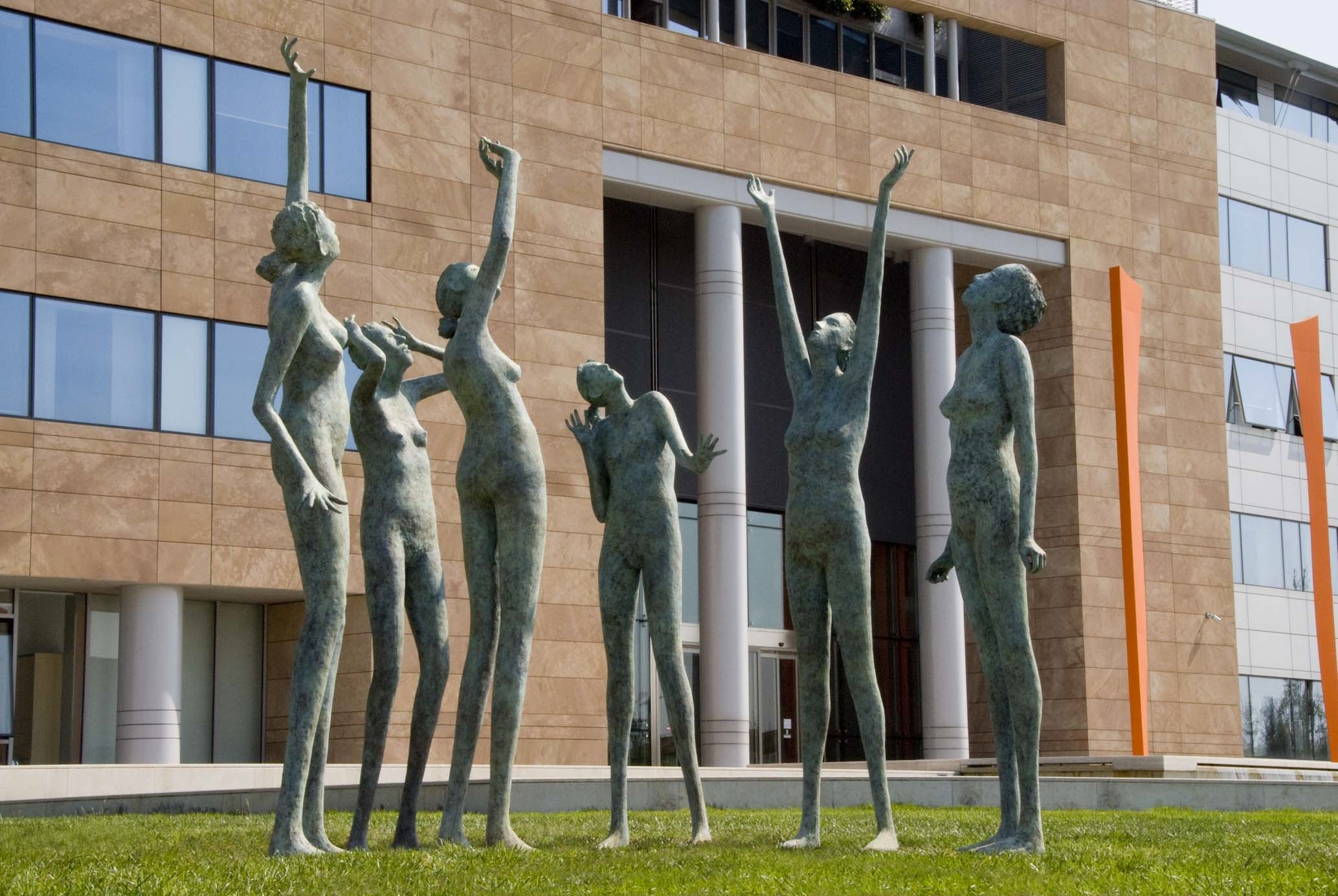
L'Eta Della Donna, Veneto Banca, Montebelluna-Treviso, Itália, 2009.